# Campeonato Brasileño de Fútbol Serie C 2019
El Campeonato Brasileño de Serie C 2019 fue la 29.ª edición del campeonato de tercera categoría del fútbol brasileño. Contó con la participación de 20 equipos, incluyendo los equipos descendidos de la Serie B 2018 y los ascendidos de la Serie D 2018.

## Sistema de juego
La Serie C 2019 conservará el formato implementado desde la temporada 2012, es decir, que los 20 participantes serán divididos en dos grupos de 10 equipos cada uno. Se jugarán partidos de ida y vuelta y los cuatro mejores equipos de cada zona clasificarán a la fase final.
En la fase final, se organizarán llaves en las cuales se jugarán partidos de ida y vuelta. Se jugarán cuartos de final, semifinal y final para conocer al campeón y a los cuatro ascendidos al Campeonato Brasileño de Fútbol Serie B 2020.
Por otro lado, los dos equipos peor ubicados en cada zona descenderán a la Campeonato Brasileño de Fútbol Serie D 2020.

## Equipos participantes

### Ascensos y descensos
| Pos. | Descendidos de la Serie B 2018 |
| ---- | ------------------------------ |
| 17.º | Paysandu                       |
| 18.º | Sampaio Corrêa                 |
| 19.º | Juventude                      |
| 20.º | Boa Esporte                    |

| Pos. | Ascendidos de la Serie D 2018 |
| ---- | ----------------------------- |
| 1.º  | Ferroviário                   |
| 2.º  | Treze                         |
| 3.º  | São José                      |
| 4.º  | Imperatriz                    |

### Información de los equipos
| Equipo              | Ciudad             | Estado               | Estadio                            | Posición 2018 |
| ------------------- | ------------------ | -------------------- | ---------------------------------- | ------------- |
| ABC                 | Natal              | Río Grande del Norte | Estadio Frasqueirão                | 15.º Serie C  |
| Atlético Acreano    | Rio Branco         | Acre                 | Florestão y Arena da Floresta      | 6.º Serie C   |
| Boa Esporte Clube   | Varginha           | Minas Gerais         | Melão                              | 20.º Serie B  |
| Botafogo            | João Pessoa        | Paraíba              | Almeidão                           | 8.º Serie C   |
| Confiança           | Aracaju            | Sergipe              | Estadio Estadual Lourival Baptista | 10.º Serie C  |
| Ferroviário         | Fortaleza          | Ceará                | Estadio Presidente Vargas          | 1.º Serie D   |
| Globo               | Ceará-Mirim        | Río Grande del Norte | Barretão                           | 14.º Serie C  |
| Imperatriz          | Imperatriz         | Maranhão             | Estadio Frei Epifânio D'Abadia     | 4.º Serie D   |
| Juventude           | Caxias do Sul      | Río Grande del Sur   | Estadio Alfredo Jaconi             | 19.º Serie B  |
| Luverdense          | Lucas do Rio Verde | Mato Grosso          | Estadio Passo das Emas             | 9.º Serie C   |
| Náutico             | Recife             | Pernambuco           | Arena Pernambuco                   | 5.º Serie C   |
| Paysandu            | Belém              | Pará                 | Estadio da Curuzú                  | 17.º Serie B  |
| Remo                | Belém              | Pará                 | Estadio Olímpico do Pará           | 13.º Serie C  |
| Sampaio Corrêa      | São Luís           | Maranhão             | Estadio Governador João Castelo    | 18.º Serie B  |
| Santa Cruz          | Recife             | Pernambuco           | Estadio de Arruda                  | 7.º Serie C   |
| São José            | Porto Alegre       | Río Grande del Sur   | Estadio Passo d'Areia              | 3.º Serie D   |
| Tombense FC         | Tombos             | Minas Gerais         | Almeidão                           | 11.º Serie C  |
| Treze               | Campina Grande     | Paraíba              | Estadio Presidente Vargas          | 2.º Serie D   |
| Volta Redonda       | Volta Redonda      | Río de Janeiro       | Estadio Raulino de Oliveira        | 16.º Serie C  |
| Ypiranga de Erechim | Erechim            | Río Grande del Sur   | Estadio Colosso da Lagoa           | 12.º Serie C  |

## Fase de grupos

### Grupo A
| Pos. | Equipo         | Pts. | PJ | G  | E | P  | GF | GC | Dif. | Clasificación o descenso                         |
| ---- | -------------- | ---- | -- | -- | - | -- | -- | -- | ---- | ------------------------------------------------ |
| 1    | Náutico        | 33   | 18 | 10 | 3 | 5  | 24 | 18 | +6   | Clasifican a cuartos de final                    |
| 2    | Sampaio Corrêa | 31   | 18 | 9  | 4 | 5  | 22 | 19 | +3   | Clasifican a cuartos de final                    |
| 3    | Imperatriz     | 28   | 18 | 8  | 4 | 6  | 27 | 22 | +5   | Clasifican a cuartos de final                    |
| 4    | Confiança      | 26   | 18 | 7  | 5 | 6  | 22 | 22 | 0    | Clasifican a cuartos de final                    |
| 5    | Ferroviário    | 25   | 18 | 7  | 4 | 7  | 21 | 20 | +1   |                                                  |
| 6    | Botafogo-PB    | 25   | 18 | 6  | 7 | 5  | 26 | 22 | +4   |                                                  |
| 7    | Santa Cruz     | 25   | 18 | 6  | 7 | 5  | 24 | 27 | −3   |                                                  |
| 8    | Treze          | 19   | 18 | 5  | 4 | 9  | 22 | 27 | −5   |                                                  |
| 9    | ABC Natal      | 18   | 18 | 4  | 6 | 8  | 19 | 22 | −3   | Descenso al Campeonato Brasileño de Serie D 2020 |
| 10   | Globo          | 16   | 18 | 4  | 4 | 10 | 19 | 27 | −8   | Descenso al Campeonato Brasileño de Serie D 2020 |

 Fuente: CBF

### Resultados
| Local \ Visitante | ABC | BOT | CON | FER | GLO | IMP | NAU | SAM | SAN | TRE |
| ----------------- | --- | --- | --- | --- | --- | --- | --- | --- | --- | --- |
| ABC               | —   | 1–2 | 1–2 | 2–4 | 1–1 | 2–4 | 2–0 | 1–1 | 0–0 | 2–0 |
| Botafogo-PB       | 1–1 | —   | 2–0 | 1–1 | 3–1 | 2–1 | 0–1 | 1–2 | 1–1 | 4–2 |
| Confiança         | 1–0 | 3–0 | —   | 1–0 | 2–1 | 3–1 | 1–1 | 0–2 | 1–1 | 0–1 |
| Ferroviário       | 1–2 | 0–0 | 2–2 | —   | 1–0 | 2–1 | 0–1 | 0–1 | 3–0 | 3–2 |
| Globo             | 0–2 | 0–3 | 2–0 | 2–0 | —   | 1–1 | 2–0 | 0–1 | 3–3 | 3–1 |
| Imperatriz        | 1–0 | 2–1 | 0–0 | 0–0 | 2–0 | —   | 2–0 | 3–0 | 0–1 | 2–2 |
| Náutico           | 1–1 | 2–1 | 3–1 | 0–1 | 2–2 | 4–2 | —   | 2–1 | 3–1 | 1–0 |
| Sampaio Corrêa    | 1–0 | 1–1 | 1–1 | 3–1 | 2–0 | 0–1 | 0–2 | —   | 1–0 | 2–0 |
| Santa Cruz        | 2–1 | 1–1 | 3–1 | 0–2 | 2–1 | 3–2 | 1–0 | 3–3 | —   | 2–2 |
| Treze             | 0–0 | 2–2 | 1–3 | 2–0 | 1–0 | 1–2 | 0–1 | 3–0 | 2–0 | —   |

### Grupo B
| Pos. | Equipo              | Pts. | PJ | G | E  | P  | GF | GC | Dif. | Clasificación o descenso                         |
| ---- | ------------------- | ---- | -- | - | -- | -- | -- | -- | ---- | ------------------------------------------------ |
| 1    | Ypiranga de Erechim | 28   | 18 | 7 | 7  | 4  | 18 | 10 | +8   | Clasifican a cuartos de final                    |
| 2    | Juventude           | 28   | 18 | 7 | 7  | 4  | 20 | 14 | +6   | Clasifican a cuartos de final                    |
| 3    | São José            | 28   | 18 | 6 | 10 | 2  | 25 | 17 | +8   | Clasifican a cuartos de final                    |
| 4    | Paysandu            | 28   | 18 | 6 | 10 | 2  | 18 | 11 | +7   | Clasifican a cuartos de final                    |
| 5    | Remo                | 27   | 18 | 6 | 9  | 3  | 19 | 14 | +5   |                                                  |
| 6    | Volta Redonda       | 25   | 18 | 6 | 7  | 5  | 22 | 19 | +3   |                                                  |
| 7    | Tombense            | 23   | 18 | 6 | 5  | 7  | 17 | 20 | −3   |                                                  |
| 8    | Boa Esporte         | 20   | 18 | 4 | 8  | 6  | 16 | 19 | −3   |                                                  |
| 9    | Luverdense          | 13   | 18 | 1 | 10 | 7  | 13 | 19 | −6   | Descenso al Campeonato Brasileño de Serie D 2020 |
| 10   | Atlético Acreano    | 11   | 18 | 2 | 5  | 11 | 12 | 37 | −25  | Descenso al Campeonato Brasileño de Serie D 2020 |

 Fuente: CBF

### Resultados
| Local \ Visitante | ATL | BOA | JUV | LUV | PAY | REM | SAO | TOM | VOL | YPI |
| ----------------- | --- | --- | --- | --- | --- | --- | --- | --- | --- | --- |
| Atlético Acreano  | —   | 0–0 | 0–2 | 3–2 | 1–1 | 0–2 | 2–2 | 2–1 | 1–2 | 1–1 |
| Boa Esporte       | 0–0 | —   | 2–0 | 0–0 | 2–0 | 2–2 | 2–2 | 0–1 | 1–1 | 2–1 |
| Juventude         | 3–0 | 2–0 | —   | 2–0 | 1–1 | 1–1 | 1–1 | 2–0 | 1–0 | 0–1 |
| Luverdense        | 4–0 | 1–1 | 0–0 | —   | 1–3 | 0–1 | 0–0 | 0–0 | 1–1 | 0–1 |
| Paysandu          | 4–0 | 2–2 | 0–1 | 0–0 | —   | 1–1 | 1–1 | 1–0 | 0–0 | 0–0 |
| Remo              | 2–0 | 1–0 | 0–0 | 2–2 | 0–1 | —   | 2–0 | 0–2 | 2–1 | 0–0 |
| São José          | 3–0 | 2–0 | 1–1 | 2–0 | 1–1 | 1–0 | —   | 2–0 | 4–2 | 0–0 |
| Tombense          | 3–2 | 3–1 | 1–0 | 1–1 | 0–1 | 2–2 | 1–1 | —   | 0–2 | 1–1 |
| Volta Redonda     | 3–0 | 1–0 | 2–2 | 2–1 | 0–0 | 0–0 | 2–2 | 2–0 | —   | 1–2 |
| Ypiranga          | 2–0 | 0–1 | 4–1 | 0–0 | 0–1 | 1–1 | 2–0 | 0–1 | 2–0 | —   |

## Segunda fase
Los 8 clubes finalistas disputan cuartos de final, semifinales y final. los cuatro equipos semifinalistas ascienden a la Serie-B 2020.
|  | Cuartos de final                | Cuartos de final                | Cuartos de final                |   |           | Semifinales           | Semifinales           | Semifinales           |  |         | Final                           | Final                           | Final                           |  |
|  | 31 de agosto y 22 de septiembre | 31 de agosto y 22 de septiembre | 31 de agosto y 22 de septiembre |   |           | 15 y 22 de septiembre | 15 y 22 de septiembre | 15 y 22 de septiembre |  |         | 29 de septiembre y 6 de octubre | 29 de septiembre y 6 de octubre | 29 de septiembre y 6 de octubre |  |
|  |                                 |                                 |                                 |   |           |                       |                       |                       |  |         |                                 |                                 |                                 |  |
|  |                                 |                                 |                                 |   |           |                       |                       |                       |  |         |                                 |                                 |                                 |  |
|  | Imperatriz                      | 0                               | 0                               |   |           |                       |                       |                       |  |         |                                 |                                 |                                 |  |
|  | Imperatriz                      | 0                               | 0                               |   |           |                       |                       |                       |  |         |                                 |                                 |                                 |  |
|  | Juventude                       | 0                               | 4                               |   |           |                       |                       |                       |  |         |                                 |                                 |                                 |  |
|  | Juventude                       | 0                               | 4                               |   | Juventude | 2                     | 1 (3)                 |                       |  |         |                                 |                                 |                                 |  |
|  |                                 |                                 |                                 |   | Juventude | 2                     | 1 (3)                 |                       |  |         |                                 |                                 |                                 |  |
|  |                                 |                                 | Náutico                         | 1 | 2 (4)     |                       |                       |                       |  |         |                                 |                                 |                                 |  |
|  | Paysandu                        | 0                               | Náutico                         | 1 | 2 (4)     | 2 (3)                 |                       |                       |  |         |                                 |                                 |                                 |  |
|  | Paysandu                        | 0                               |                                 |   |           |                       |                       |                       |  |         |                                 |                                 |                                 |  |
|  | Náutico                         | 0                               | 2 (5)                           |   |           |                       |                       |                       |  |         |                                 |                                 |                                 |  |
|  | Náutico                         | 0                               | 2 (5)                           |   |           |                       |                       |                       |  | Náutico | 3                               | 2                               |                                 |  |
|  |                                 |                                 |                                 |   |           |                       |                       |                       |  | Náutico | 3                               | 2                               |                                 |  |
|  |                                 |                                 | Sampaio Corrêa                  | 1 | 2         |                       |                       |                       |  |         |                                 |                                 |                                 |  |
|  | Confiança                       | 1                               | Sampaio Corrêa                  | 1 | 2         | 1                     |                       |                       |  |         |                                 |                                 |                                 |  |
|  | Confiança                       | 1                               |                                 |   |           |                       |                       |                       |  |         |                                 |                                 |                                 |  |
|  | Ypiranga de Erechim             | 0                               | 1                               |   |           |                       |                       |                       |  |         |                                 |                                 |                                 |  |
|  | Ypiranga de Erechim             | 0                               | 1                               |   | Confiança | 0                     | 0                     |                       |  |         |                                 |                                 |                                 |  |
|  |                                 |                                 |                                 |   | Confiança | 0                     | 0                     |                       |  |         |                                 |                                 |                                 |  |
|  |                                 |                                 | Sampaio Corrêa                  | 2 | 1         |                       |                       |                       |  |         |                                 |                                 |                                 |  |
|  | São José                        | 0                               | Sampaio Corrêa                  | 2 | 1         | 2                     |                       |                       |  |         |                                 |                                 |                                 |  |
|  | São José                        | 0                               |                                 |   |           |                       |                       |                       |  |         |                                 |                                 |                                 |  |
|  | Sampaio Corrêa                  | 0                               | 3                               |   |           |                       |                       |                       |  |         |                                 |                                 |                                 |  |
|  | Sampaio Corrêa                  | 0                               | 3                               |   |           |                       |                       |                       |  |         |                                 |                                 |                                 |  |
|  |                                 |                                 |                                 |   |           |                       |                       |                       |  |         |                                 |                                 |                                 |  |

### Cuartos de final
| 1 de septiembre de 2019 | Paysandu | 0 - 0   | Náutico | Estadio Mangueirão, Belém |  |
|                         |          | Reporte |         |                           |  |

| 8 de septiembre de 2019 | Náutico | 2 - 2 (5-3 pen.) | Paysandu | Estadio dos Aflitos, Recife |  |
|                         |         | Reporte          |          |                             |  |

- El Clube Náutico Capibaribe se impone en tanda de penales por 5-3, avanza a semifinales y asciende a la Serie B

| 2 de septiembre de 2019 | Imperatriz | 0 - 0   | Juventude | Estadio Frei Epifânio D'Abadia, Imperatriz |  |
|                         |            | Reporte |           |                                            |  |

| 9 de septiembre de 2019 | Juventude | 4 - 0   | Imperatriz | Estadio Alfredo Jaconi, Caxias do Sul |  |
|                         |           | Reporte |            |                                       |  |

- El Esporte Clube Juventude se impone por un global de 4-0, avanza a semifinales y asciende a la Serie B

| 31 de agosto de 2019 | São José | 0 - 0   | Sampaio Corrêa | Estadio Passo d'Areia, Porto Alegre |  |
|                      |          | Reporte |                |                                     |  |

| 8 de septiembre de 2019 | Sampaio Corrêa | 3 - 2   | São José | Estadio João Castelo, São Luís |  |
|                         |                | Reporte |          |                                |  |

- El Sampaio Corrêa Futebol Clube se impone por un global de 3-2, avanza a semifinales y asciende a la Serie B

| 31 de agosto de 2019 | Confiança | 1 - 0   | Ypiranga de Erechim | Estadio Lourival Baptista, Aracaju |  |
|                      |           | Reporte |                     |                                    |  |

| 7 de septiembre de 2019 | Ypiranga de Erechim | 1 - 1   | Confiança | Estadio Colosso da Lagoa, Erechim |  |
|                         |                     | Reporte |           |                                   |  |

- La Associação Desportiva Confiança se impone por un global de 2-1, avanza a semifinales y asciende a la Serie B

### Semifinales
| 15 de septiembre de 2019 | Juventude | 2 - 1   | Náutico | Estadio Alfredo Jaconi, Caxias do Sul |  |
|                          |           | Reporte |         |                                       |  |

| 22 de septiembre de 2019 | Náutico | 2 - 1 (4-3 pen.) | Juventude | Estadio dos Aflitos, Recife |  |
|                          |         | Reporte          |           |                             |  |

- El Clube Náutico Capibaribe iguala en el global 3-3, se impone en tanda de penales por 4-3 y avanza a la final.
| 14 de septiembre de 2019 | Confiança | 0 - 2   | Sampaio Corrêa | Estadio Lourival Baptista, Aracaju |  |
|                          |           | Reporte |                |                                    |  |

| 21 de septiembre de 2019 | Sampaio Corrêa | 1 - 0   | Confiança | Estadio João Castelo, São Luís |  |
|                          |                | Reporte |           |                                |  |

- El Sampaio Corrêa Futebol Clube se impone por un global de 3-0 y avanza a la final.

### Final
| 29 de septiembre de 2019 | Náutico | 3 - 1   | Sampaio Corrêa | Estadio dos Aflitos, Recife                             |                                                         |
|                          |         | Reporte |                | Asistencia: 16.148 espectadores Árbitro(s): Héber Lopes | Asistencia: 16.148 espectadores Árbitro(s): Héber Lopes |

| 6 de octubre de 2019 | Sampaio Corrêa | 2 - 2   | Náutico | Estadio João Castelo, São Luís                                    |                                                                   |
|                      |                | Reporte |         | Asistencia: -- espectadores Árbitro(s): Flávio Rodrigues de Souza | Asistencia: -- espectadores Árbitro(s): Flávio Rodrigues de Souza |

- Náutico vence 5–3 en el agregado y se corona campeón.

| Campeón 2019 Campeonato Brasileño de Serie C |
| Bandera del estado de Pernambuco             |
| -------------------------------------------- |
| Clube Náutico Capibaribe 1.er título         |

## Tabla de posiciones finales
| Pos. | Equipo               | Pts. | PJ | G  | E  | P  | GF | GC | Dif. | Clasificación o descenso                          |
| ---- | -------------------- | ---- | -- | -- | -- | -- | -- | -- | ---- | ------------------------------------------------- |
| 1    | Náutico (C, A)       | 42   | 24 | 12 | 6  | 6  | 34 | 26 | +8   | Ascienden al Campeonato Brasileño de Serie B 2020 |
| 2    | Sampaio Corrêa (A)   | 42   | 24 | 12 | 6  | 6  | 31 | 26 | +5   | Ascienden al Campeonato Brasileño de Serie B 2020 |
| 3    | Juventude (A)        | 35   | 22 | 9  | 8  | 5  | 27 | 17 | +10  | Ascienden al Campeonato Brasileño de Serie B 2020 |
| 4    | Confiança (A)        | 30   | 22 | 8  | 6  | 8  | 24 | 26 | −2   | Ascienden al Campeonato Brasileño de Serie B 2020 |
| 5    | Paysandu             | 30   | 20 | 6  | 12 | 2  | 20 | 13 | +7   |                                                   |
| 6    | São José             | 29   | 20 | 6  | 11 | 3  | 27 | 20 | +7   |                                                   |
| 7    | Ypiranga de Erechim  | 29   | 20 | 7  | 8  | 5  | 19 | 12 | +7   |                                                   |
| 8    | Imperatriz           | 29   | 20 | 8  | 5  | 7  | 27 | 26 | +1   |                                                   |
| 9    | Remo                 | 27   | 18 | 6  | 9  | 3  | 19 | 14 | +5   |                                                   |
| 10   | Botafogo-PB          | 25   | 18 | 6  | 7  | 5  | 26 | 22 | +4   |                                                   |
| 11   | Volta Redonda        | 25   | 18 | 6  | 7  | 5  | 22 | 19 | +3   |                                                   |
| 12   | Ferroviário          | 25   | 18 | 7  | 4  | 7  | 21 | 20 | +1   |                                                   |
| 13   | Santa Cruz           | 25   | 18 | 6  | 7  | 5  | 24 | 27 | −3   |                                                   |
| 14   | Tombense             | 23   | 18 | 6  | 5  | 7  | 17 | 20 | −3   |                                                   |
| 15   | Boa Esporte          | 20   | 18 | 4  | 8  | 6  | 16 | 19 | −3   |                                                   |
| 16   | Treze                | 19   | 18 | 5  | 4  | 9  | 22 | 27 | −5   |                                                   |
| 17   | ABC Natal (D)        | 18   | 18 | 4  | 6  | 8  | 19 | 22 | −3   | Descenso al Campeonato Brasileño de Serie D 2020  |
| 18   | Globo (D)            | 16   | 18 | 4  | 4  | 10 | 19 | 27 | −8   | Descenso al Campeonato Brasileño de Serie D 2020  |
| 19   | Luverdense (D)       | 13   | 18 | 1  | 10 | 7  | 13 | 19 | −6   | Descenso al Campeonato Brasileño de Serie D 2020  |
| 20   | Atlético Acreano (D) | 11   | 18 | 2  | 5  | 11 | 12 | 37 | −25  | Descenso al Campeonato Brasileño de Serie D 2020  |

 Fuente: CBF

## Goleadores
- Actualización final
| Goles | Jugador      | Club           |
| ----- | ------------ | -------------- |
| 8     | Eduardo      | Treze          |
| 8     | Luiz Eduardo | São José - RS  |
| 8     | Negueba      | Globo          |
| 8     | Salatiel     | Sampaio Corrêa |
| 7     | Edson Cariús | Ferroviário    |
| 7     | Felipe Alves | Botafogo - PB  |
| 7     | Jefinho      | ABC            |
| 7     | Matheus Lima | Imperatriz     |
| 7     | Pipico       | Santa Cruz     |
| 6     | Álvaro       | Náutico        |
| 6     | Núbio Flávio | Volta Redonda  |